# Список председателей Верховной рады Украины
Председатель Верховной Рады Украины (укр. Голова Верховної Ради України) (неофициальное название — спикер) — избирается Верховной Радой на срок её полномочий из числа народных депутатов открытым голосованием. Правовой статус председателя Верховной Рады Украины регулируется Конституцией Украины и Регламентом Верховной Рады Украины.

## Полномочия
Председатель Верховной Рады осуществляет ряд функций, возложенных на него Конституцией Украины, Регламентом Верховной Рады Украины, Законом «О комитетах Верховной Рады Украины», Законом «О статусе народного депутата Украины» и другими законодательными актами.

## Рекорды
- Самый молодой председатель Верховной Рады: Арсений Яценюк (2007) — 33 года[2].
- Старейший председатель Верховной Рады: Владимир Рыбак (2013) — 66 лет.
- Кратчайший срок в должности председателя Верховной Рады: Леонид Кравчук (1991) — 3 месяца и 5 дней[комм. 1]/Арсений Яценюк (2007—2008) — 11 месяцев и 8 дней.
- Длиннейший срок (без перерыва) в должности председателя Верховной Рады: Владимир Литвин (2008—2012) — 4 года и 3 дня
- Самое большое количество голосов, отданное народными депутатами при назначении председателем Верховной Рады: Дмитрий Разумков (2019) — 382
- Более одного раза (с перерывом) должность председателя Верховной Рады занимали: Иван Плющ (1991—1994, 2000—2002), Александр Мороз (1994—1998, 2006—2007), Владимир Литвин (2002—2006, 2008—2012).

Должность председателя Верховной Рады ни разу не занимала женщина.

## Список председателей Верховной Рады Украины
|      | Имя                               | Фото | Дата избрания   | Дата освобождения от должности | Партия                                                               | Созыв     | Примечания |
| ---- | --------------------------------- | ---- | --------------- | ------------------------------ | -------------------------------------------------------------------- | --------- | --- |
| 1    | Леонид Макарович Кравчук          |      | 23 июля 1990    | 5 декабря 1991                 | КПСС (до августа 1991)                                               | I (XII)   | 24 августа 1991 года во время председательства Леонида Кравчука, Верховная Рада приняла Акт провозглашения независимости Украины как самостоятельного государства. 30 августа Указом Президиума Верховной Рады на территории Украины была запрещена деятельность Коммунистической партии. 1 декабря 1991 года было решён и другой важнейший вопрос — был избран первый президент независимой Украины. Этому предшествовала острая предвыборная борьба. Из большой группы претендентов фаворитом в кандидаты в президенты независимой Украины считался председатель Верховной Рады Леонид Кравчук, который и победил на выборах. |
| 2    | Иван Степанович Плющ              |      | 5 декабря 1991  | 11 мая 1994                    | Беспартийный                                                         | I (XII)   | Во время председательства Плюща произошли кардинальные изменения: в начале декабря 1991 года лидеры Украины, России и Белоруссии провозгласили образование Содружества Независимых Государств (СНГ). За год независимость Украины признали более 120 стран, с 87 из них были установлены дипломатические отношения. Экономика страны была в сложном положении. Приближался острый социально-экономический и политический кризис. В этих условиях 24 сентября 1993 года Верховная Рада приняла решение о проведении досрочных президентских и парламентских выборов. |
| 3    | Александр Александрович Мороз     |      | 18 мая 1994     | 12 мая 1998                    | Социалистическая партия Украины                                      | II (XIII) | Под председательством Александра Мороза украинский парламент обеспечил значительное расширение правовой базы реформ (принято 753 закона), принятие новой Конституции Украины, усиление контролирующих функций высшего законодательного органа (основаны парламентские слушания, дни правительства). Однако продолжались серьёзные противоречия между ветвями власти, несбалансированность полномочий, политические противостояния, принятия политизированных законов. |
| 4    | Александр Николаевич Ткаченко     |      | 7 июля 1998     | 21 января 2000                 | Селянская партия Украины                                             | III (XIV) | В течение трёх месяцев Верховная Рада III созыва пыталась избрать председателя (позже этот процесс впоследствии получит название «спикериада») и 18-м голосованием парламент избрал нового спикера — Александра Ткаченко. Позже, лишившись поддержки большинства поддерживавших его депутатов из-за голосования его самого и его однопартийцев за назначение Виктора Ющенко председателем Национального банка Украины и за нескрываемый политический курс против Леонида Кучмы (во главе с коммунистами), большинство депутатов инициируют отставку председателя. Но для смены руководства парламента необходимо было зафиксировать кворум — две трети депутатов, присутствовавших в зале заседаний. Каждый раз, когда вставал вопрос о председателе, левые партии не регистрировались в зале заседаний. 21 января 2000 года на выездном вечернем заседании в Украинском доме 239 депутатов единогласно проголосовали за отставку Александра Ткаченко. |
| 5    | Иван Степанович Плющ              |      | 1 февраля 2000  | 14 мая 2002                    | Народно-демократическая партия                                       | III (XIV) | После того как Александр Ткаченко оставил в январе 2000 года пост председателя Верховной Рады, Иван Плющ во второй раз избирается главой парламента. После его избрания в Раде происходит перераспределение руководящих должностей комитетов, принимается ряд важных изменений в Регламент: все голосования становятся именными, для голосования были определён только один день пленарной недели — четверг, создается Координационный совет большинства, на которой согласовывались позиции фракций перед рассмотрением соответствующих вопросов в сессионном зале (современная Согласительный совет). Кроме того, парламент работает над целым блоком важных законопроектов. В 2001—2002 годах Верховную Раду сотрясает ещё один политический кризис, связанный с «делом Гонгадзе» и «кассетным скандалом»: парламент парализован, а большинство прекращает своё функционирование.                                                                   |
| 6    | Владимир Михайлович Литвин        |      | 28 мая 2002     | 26 апреля 2006                 | Народная партия                                                      | IV        | Под председательством Владимира Литвина в декабре 2004 года были приняты поправки к конституции, ограничивающие влияние президента на руководство страной, которые по сути привели к конституционной реформе. |
| 7    | Александр Александрович Мороз     |      | 6 июля 2006     | 23 ноября 2007                 | Социалистическая партия Украины                                      | V         | Несмотря на подписанное коалиционное соглашение между фракциями БЮТ, «Наша Украина» и СПУ, которая предусматривала избрание Юлии Тимошенко премьер-министром и Петра Порошенко председателем Верховной Рады, неожиданно собственную кандидатуру на пост спикера выдвинул лидер социалистов Александр Мозор, что было расценено коалицией как предательство. БЮТ и «Наша Украина» отказались принимать участие в голосовании, однако Мороз был избран — благодаря поддержке фракций «Партии регионов» и Коммунистической партии, которые на следующий день вместе с СПУ образовали новую коалицию. |
| 8    | Арсений Петрович Яценюк           |      | 4 декабря 2007  | 12 ноября 2008                 | Беспартийный                                                         | VI        | 4 декабря 2007 года по результатам тайного голосования Арсений Яценюк стал самым молодым председателем украинского парламента. За его кандидатуру отдали свои голоса 227 депутатов, представлявших фракции «Наша Украина — Народная самооборона» и «Блок Юлии Тимошенко». Арсений Яценюк — первый спикер Рады, который по собственному желанию подал в отставку. После его отставки обязанности председателя исполнял первый заместитель председателя Александр Лавринович. «Партия регионов» предложила его кандидатуру в качестве в качестве полноценного председателя, но это предложение не нашло поддержки, и парламент возглавил Владимир Литвин. |
| И.о. | Александр Владимирович Лавринович |      | 12 ноября 2008  | 9 декабря 2008                 | Беспартийный                                                         | VI        | Исполнял обязанности Председателя Верховной рады c 12 ноября по 9 декабря 2008. |
| 9    | Владимир Михайлович Литвин        |      | 9 декабря 2008  | 12 декабря 2012                | Народная партия                                                      | VI        | По завершении политического кризиса 2008 года, Владимира Литвина вторично избирают председателем Верховной Рады. За такое решение проголосовали 244 народных депутата из 422 зарегистрированных в зале. На следующий день после избрания Литвина спикером, он сообщил о восстановлении «Демократической коалиции», к которой также присоединился и «Блок Литвина». Впрочем, уже после избрания президентом Виктора Януковича политический курс Литвина меняется в сторону новой власти. Во время председательства Владимира Литвина были приняты контроверсионные решения: ратифицированы Харьковские соглашение и закон «Об основах государственной языковой политики», после принятия которого 4 июля 2012 года Владимир Литвин и его заместитель Николай Томенко подали в отставку, которая не была принята. |
| 10   | Владимир Васильевич Рыбак         |      | 13 декабря 2012 | 22 февраля 2014                | Партия регионов                                                      | VII       | Председатель Верховной Рады с 13 декабря 2012 года. За достаточно малое время своей работы Верховная Рада VII созыва во главе с Рыбаком запомнилась своей недееспособностью: многочисленные блокирования работы парламента оппозиционными фракциями, а также, по мнению оппозиции, неоднократные нарушения Регламента со стороны председателя. За шесть месяцев работы принято около 45 законов. Кроме этого, во второй раз за историю независимой Украины состоялось выездное заседание Верховной Рады, и впервые в истории такое заседание состоялось с участием председателя. 22 февраля 2014 года во время событий Евромайдана подал в отставку по состоянию здоровья. |
| 11   | Александр Валентинович Турчинов   |      | 22 февраля 2014 | 27 ноября 2014                 | Батькивщина (до 27 августа 2014), Народный фронт (с 27 августа 2014) | VII       | Председатель Верховной Рады Украины с 22 февраля 2014 года по 27 ноября 2014 года. Также с 23 февраля 2014 исполняющий обязанности Президента Украины. |
| 12   | Владимир Борисович Гройсман       |      | 27 ноября 2014  | 14 апреля 2016                 | Блок Петра Порошенко                                                 | VIII      | Председатель Верховной Рады Украины с 27 ноября 2014 года по 14 апреля 2016 года. Покинул должность Председателя верховной рады после отставки Арсения Яценюка, заменив его в должности Премьер-Министра |
| 13   | Андрей Владимирович Парубий       |      | 14 апреля 2016  | 29 августа 2019                | Народный фронт                                                       | VIII      | Председатель Верховной Рады Украины с 14 апреля 2016 года по 29 августа 2019 года |
| 14   | Дмитрий Александрович Разумков    |      | 29 августа 2019 | 7 октября 2021                 | Слуга народа                                                         | IX        | Председатель Верховной рады Украины с 29 августа 2019 года по 7 октября 2021 года. Был отстранён от должности после голосования в 2021 году. Причиной стало - конфликты в мнениях с президентом Украины |
| 15   | Руслан Алексеевич Стефанчук       |      | 8 октября 2021  |                                | Слуга народа                                                         | IX        | Председатель Верховной рады Украины с 8 октября 2021 года |

## Комментарии
1. ↑  Однако если принять во внимание тот факт, что Кравчук был председателем XII созыва Верховного Совета УССР, который работал с 15 мая 1990 года по 22 апреля 1994 года, фактически став 24 августа 1991 года (с провозглашением независимости Украины) Верховной Радой Украины (по нумерации, принятой с 2002 года — I созыва), с 23 июля 1990 года, то срок его полномочий составит 1 год, 4 месяца и 12 дней, что не является наименьшим сроком в истории.